# Afa Anoaʻi
Gataivasa Afa Anoaʻi (* 21. November 1942 in Samoa; † 16. August 2024) war ein samoanisch-amerikanischer Wrestler, Wrestlingmanager, Wrestlingtrainer und Promoter. Er bildete zusammen mit seinem Bruder Sika Anoa'i als „The Wild Samoans“ eines der erfolgreichsten Tag Teams der 1970er- und 80er-Jahre. Beide wurden 2007 Mitglied der WWE Hall of Fame.

## Anfänge
Anoaʻi wurde 1942 in Samoa geboren, doch zog seine Familie schon bald nach San Francisco, Kalifornien. Im Alter von 17 Jahren meldete er sich zum Militärdienst und wurde Mitglied des United States Marine Corps. Nach seinem Austritt aus dem Militär wurde er von Rocky Johnson und Peter Maivia zum Wrestling gebracht und erhielt durch sie sein erstes Training. Peter Maivia war ein Blutsbruder seines Vaters, Johnson wiederum der Schwiegersohn Maivias. Er gab 1971 sein Debüt in Phoenix.
1973, nach weiterem Training durch den Wrestler Kurt von Steiger, trainierte er nebenbei auch seinen Bruder Polaivao Leati Sika, der als „Sika the Wild Samoan“ bekannt wurde. Die beiden Brüder traten fortan als Tag Team „The Wild Samoans“ auf und waren in Stu Harts Stampede Wrestling Promotion sowie im Wrestlingdachverband NWA aktiv.

## Karriere

### Aktiver Wrestler
1978 traten die Brüder in Japan an und gewannen dort den Tag-Team-Titel der International Wrestling Alliance. 1979 kamen sie schließlich zur WWWF mit Lou Albano als Manager. Ihre „Wildheit“ wurde nun in Interviews nochmals dadurch unterstrichen, dass sie nur Grunzlaute von sich gaben und rohen Fisch verspeisten. Sie erhielten am 12. April 1980 schließlich den WWF-Tag-Team-Titel, verloren ihn am 9. August des Jahres kurzfristig wieder an Bob Backlund und Pedro Morales, bevor sie am 9. September erneut den Titel bekamen.
Am 8. November verloren sie die Titel wieder an Tony Garea und Rick Martel und verließen die Organisation in Richtung NWA. 1983 kehrten sie zurück zur WWF und erhielten die Tag-Team-Titel zum dritten Mal, diesmal gegen die Strongbow Brothers. Als Sika sich kurzfristig verletzte, kam Afas Sohn Samula, alias Samu hinzu und sie traten auch als Trio an. Dabei fehdeten sie hauptsächlich mit Andre the Giant, Jimmy Snuka, Rocky Johnson und Tony Atlas. 1984 verließen sie die WWF wieder und traten auf unabhängiger Ebene bis Ende der Achtziger an.

### Manager, Trainer und Promoter
1992 kam Afa als Manager des Tag Teams „The Headshrinkers“ zurück zur WWF. Das Team wurde gebildet aus seinem Sohn Samu und seinem Neffen Fatu. Das Team gewann unter seinem Management ebenfalls die Tag-Team-Titel, bevor Afa 1994 die WWF verließ und mit seinem Bruder eine eigene Wrestlingschule eröffnete. Doch auch zuvor hatte er schon als Wrestlingtrainer gearbeitet und unter anderem so bekannte Namen wie seinen Neffen Yokozuna oder Batista hervorgebracht. Seit 1996 betreibt er die Wrestlingpromotion „World Xtreme Wrestling“ (WXW), die einigen Wrestlern bereits als Sprungbrett in die großen Ligen diente.
1999 eröffnete er schließlich das „Wild Samoan Training Center“ in Allentown, Pennsylvania. 2007 wurde Afa zusammen mit seinem Bruder von ihren jeweils ältesten Söhnen in die WWE Hall of Fame eingeführt. Am 2. März 2014 stieg er in seiner Promotion für ein letztes Match nochmals in den Ring.

## Titel
Championship Wrestling from Florida
- 1× NWA Florida Tag Team Championship (mit Sika)

Continental Wrestling Association
- 1× AWA Southern Tag Team Championship (mit Sika)

Georgia Championship Wrestling
- 1× NWA National Tag Team Championship (mit Sika)

Gulf Coast Championship Wrestling
- 2× NWA Gulf Coast Tag Team Championship (mit Sika)

International Wrestling Alliance
- 1× IWA Tag Team Championship (mit Sika)

Universal Wrestling Federation (Bill Watts)
- 5× UWF Tag Team Championship (mit Sika)

NWA All-Star Wrestling
- 1× NWA Canadian Tag Team Championship (Vancouver Version) (mit Sika)

NWA Detroit
- 2× NWA Detroit World Tag Team Championship (mit Sika)

Continental Championship Wrestling
- 2× NWA Southern Tag Team Championship (mit Sika)

Stampede Wrestling
- 2× Stampede International Tag Team Championship (mit Sika)

World Wrestling Federation
- 3× WWWF / WWF World Tag Team Champion (mit Sika)

## Sonstiges

### Filmografie (Nebenrollen)
- 1987: Miami Vice (Fernsehserie, eine Folge)
- 1987: Verschwitzte Körper (Body Slam)
- 1993: Mr. Babysitter (Mr. Nanny)

### Privates/Familie
Afas Familie ist ebenso komplex wie groß. Man kann sagen, dass die „Samoan Family“ eine der dominierenden und größten im Wrestling ist:
- Der Wrestler Peter Maivia, gleichzeitig Schwiegervater[4] von Rocky Johnson, schloss Blutsbrüderschaft mit Afas Vater und brachte Afa zum Wrestling.
- Afa selbst trainierte seinen jüngeren Bruder Leati (Sika). Zwischenzeitlich ehelichte Jimmy Snuka eine Schwägerin von Rocky Johnson.
- Afas Söhne Samuel (Samu), Lloyd (Alofa) und Afa Jr. (Manu) wurden alle Wrestler, dazu hat er noch eine Tochter Monica, die mit dem verstorbenen Wrestler Gary Albright verheiratet war.
- Afa hat drei Geschwister, deren Kinder auch Wrestler wurden: Matthew „Rosey“ Anoaʻi und Roman Reigns (Sikas Söhne), Rodney und Reno Anoaʻi alias Yokozuna und Black Pearl (Söhne seines Bruders Junior), sowie die Brüder Edward, Samuel und Solofa Fatu, auch bekannt als Umaga, Tonga Kid und Rikishi (Söhne seiner Schwester Vera).
- Jey Uso und Jimmy Uso sind seine Großneffen.
- Der Sohn Rocky Johnsons ist The Rock, der von Jimmy Snuka ist Deuce.
- Afa war mit Lynn verheiratet und ist Wiedergeborener Christ.